# Kota (Indonesia)
La kota, parola indonesiana che letteralmente significa "città", è un tipo di suddivisione amministrativa di 2º livello dello stato dell'Indonesia. Ogni provincia si suddivide in reggenze e (non sempre) in kota, che corrispondono ad aree maggiormente urbanizzate; i due tipi di ente sono tra loro di pari livello.
Le kota sono rette da un sindaco (wali kota o walikota) e da un vicesindaco (wakil wali kota), entrambi eletti direttamente dai cittadini.
L'ente è stato istituito con la Legge nº 22 del 1999 sul Governo Regionale, e ha rimpiazzato le precedenti Daerah Tingkat II Kotamadya (municipalità regionali di II livello).
Come le reggenze, le kota si suddividono in distretti.
La provincia speciale di Giacarta contiene 5 kota administrasi, che come enti sono differenti, hanno minore autonomia e il sindaco viene nominato dal governatore della provincia tra i dipendenti pubblici.
Nella provincia di Aceh le kota hanno il titolo ufficiale di banda.

## Elenco
Al 2015 esistono 93 kota, più le 5 kota administrasi di Giacarta.
- Ambon
- Balikpapan
- Banda Aceh
- Bandar Lampung
- Bandung
- Banjar
- Banjarbaru
- Banjarmasin
- Batam
- Batu
- Bau-Bau
- Bekasi
- Bengkulu
- Bima
- Binjai
- Bitung
- Blitar
- Bogor
- Bontang
- Bukittinggi
- Cilegon
- Cimahi
- Cirebon
- Denpasar
- Depok
- Dumai
- Giacarta centrale
- Giacarta meridionale
- Giacarta occidentale
- Giacarta orientale
- Giacarta settentrionale
- Gorontalo
- Gunungsitoli
- Jambi
- Jayapura
- Kediri
- Kendari
- Kotamobagu
- Kupang
- Langsa
- Lhokseumawe
- Lubuklinggau
- Madiun
- Magelang
- Makassar
- Malang
- Manado
- Mataram
- Medan
- Metro
- Mojokerto
- Padang
- Padangpanjang
- Padangsidempuan
- Pagar Alam
- Palangka Raya
- Palembang
- Palopo
- Palu
- Pangkal Pinang
- Parepare
- Pariaman
- Pasuruan
- Payakumbuh
- Pekalongan
- Pekanbaru
- Pematangsiantar
- Pontianak
- Prabumulih
- Probolinggo
- Sabang
- Salatiga
- Samarinda
- Sawahlunto
- Semarang
- Serang
- Sibolga
- Singkawang
- Solok
- Sorong
- Subulussalam
- Sukabumi
- Sungai Penuh
- Surabaya
- Surakarta
- Tangerang Selatan
- Tangerang
- Tanjung Pinang
- Tanjungbalai
- Tarakan
- Tasikmalaya
- Tebing Tinggi
- Tegal
- Ternate
- Tidore Kepulauan
- Tomohon
- Tual
- Yogyakarta